# Тетрасилицид пентасамария
Тетрасилицид пентасамария — бинарное неорганическое соединение
самария и крамния
с формулой Sm5Si4,
кристаллы.

## Получение
- Нагревание чистых веществ в вакууме:

{\displaystyle {\mathsf {5Sm+4Si\ {\xrightarrow {1700^{o}C}}\ Sm_{5}Si_{4}}}}

## Физические свойства
Тетрасилицид пентасамария образует кристаллы
тетрагональной сингонии, пространственная группа P nma, параметры ячейки a = 0,757 нм, b = 1,488 нм, c = 0,778 нм, Z = 4
структура типа пентасамарийтетрагермания Mn5Si3
.
Соединение образуется по перитектической реакции при температуре ≈1700°С
.